# Santuário do Senhor Jesus dos Aflitos (Fortios)
O Santuário do Senhor Jesus dos Aflitos situado na freguesia de Fortios, município de Portalegre, distrito de mesmo nome, em Portugal, afirmou-se desde os meados do século XVIII, como o principal centro de devoção e de peregrinação desta região.

## História
Segundo o P. Bonifácio Bernardo,
«...certo homem foi ali assassinado. Em sua memória foi lá colocada uma simples cruz, sem imagem, que foi roubada. Em sua substituição, D, Mariana de Valadares manda colocar lá outra cruz, na qual foi pintada a imagem do Senhor crucificado; esta cruz foi primeiramente guardada num nicho; surgiram devotos que, pela oração e pela fé, foram beneficiados na doença o uno perigo, e a devoção divulgou-se rapidamente em toda a região».
In Senhor Jesus dos Aflitos - Origens - 1713-1845, Ed Colibri, pág 22.
A ermida que é anterior a 1720 e foi restaurada em 1870 possui um interessante conjunto de 52 ex-votos.
Anualmente são celebradas as festividades do Senhor Jesus dos Aflitos  com a participação sempre numerosa de peregrinos vindos de todo o país.

## Caracteristicas do Santuário
«Um amplo adro, com cerca de 2000 m2 – onde, desde 1942, se erguem seis plátanos, uma amoreira e um eucalipto, e a cuja entrada se encontra a ermida primitiva do Senhor dos Aflitos, construída em 1774/75, ladeado à esquerda pelas seis primitivas hospedarias, em que eram acolhidos os romeiros devotos, em tempos idos – conduz-nos ao majestoso templo, laboriosa e incansavelmente erguido, arrostando as numerosas dificuldades que ao longo de quase um século foram aparecendo.
A igreja tem duas torres: na do lado direito, pendem dois sinos grandes, que tocam no dia da festa do Senhor; na do lado esquerdo, apenas uma sineta, para compor.
A igreja é ladeada por duas ruas estreitas. Entrando pela da esquerda, vemos a chamada casa dos ramos, a casa do ermitão, a única com dois pisos, uma outra hospedaria e, recuando cerca de três metros, à esquerda, já no adro atrás da igreja, fica a antiga cavalariça e o primitivo forno de cozer pão, restaurados em 2000/01. Em frente e rodando à direita, progressivamente, fica a casa de banho das senhoras, o alpendre com manjedoira, onde antigamente eram presas as bestas, e onde se conservam as argolas em que eram arreatadas, pela corda do cabresto, e as casas de banho dos homens. Paralela à dita rua, fica a rua da direita, ladeada pela igreja, pela horta do Senhor, e pelo pequeno touril, onde transitoriamente se guardavam os animais que, pela festa, era antigamente costume oferecer.»
In Bonifácio Bernardo,  Aldeia dos Fortios – Memoria Histórica, Ed Colibri, pág 115 a 117.

## A Fé e os Peregrinos
A fé, dos peregrinos alentejanos e outras que neste dia visitam a nossa região, move centenas ao Santuário no 1º domingo de Maio.
No distrito de Portalegre, famílias inteiras rumaram a pé até ao Santuário do Senhor Jesus dos Aflitos.
Todos os anos, centenas de pessoas fazem-se à estrada para cumprir promessas, pedir ajuda ou simplesmente para um dia de convívio campestre.
Quando a madrugada chega a Portalegre, esta na hora de preparar uma mochila, vestir roupa desportiva e caminhar. 
Na mochila levam a garrafas de água , um porta moedas, um lanche para o caminho, mas principalmente desejos repletos de fé que o senhor dos Aflitos os acuda nesta hora de maior aflição.
Geralmente o que pedem é saúde e um emprego. Outros vão cumprir promessas pois o senhor dos Aflitos os acudiu, é hora então de o homenagear, colocando uma vela que se manterá acesa até quando esta quiser.
A pé, de bicicletas ou a cavalo lá vão chegando os peregrinos ao Santuários. À chegada, cansados de uma longa caminha, recuperaram energias comendo o lanche e partilhando algumas conversas ao som da Banda que os alegrou com as suas melodias.
Chegados ao local, lá vão comprar as velas e colocando-as acesas, junto ao senhor Jesus dos Aflitos. Vela essa que se manterá acesa até quando ela quiser.
Dizem os entendidos que a vela mantém-se acesa consoante a fé ou o pedido de quem a colocou. Outros dizem que é apenas mais um mito e que o simples facto de lá colocarem a vela já simboliza o nosso agradecimento e o nosso pedido.
Depois visitam as barracas de comes e bebes, de venda de vestuário e aproveitam para fazer umas comprinhas.
O cheiro da massa frita e a cachorros quentes aguça a vontade de comer. A barriga, essa pede calorias, as pernas agradecem um tempinho de descanso, e os peregrinos obedecem aos seus desejos.
Tradicionalmente famílias inteiras levavam uma cesta cheia de alimentos. Estendiam uma toalha no imenso campo que envolve o Santuário do senhor dos Aflitos, e ali passavam um dia diferente.Ainda hoje, essa tradição, apesar de em menor número, se mantém.
Pela tarde, a Procissão sai à rua. Volta a respirar-se fé no Senhor dos Aflitos. A Igreja torna-se pequena para os muitos peregrinos que querem entrar. Um silêncio palpitante toma conta do espaço. Cânticos religiosos fazem-se ouvir.
Após a Procissão são muitos o que fazem o caminho de volta movidos agora pela esperança de que as suas vidas e a de quem mais gostam irá em breve mudar. De rosto mais feliz, o regresso é feito no meio de anedotas e com a certeza de que para muitos o dia seguinte é de trabalho.
De salientar que os peregrinos contam todos os anos com a ajuda preciosa de voluntários que prestam os seus serviços em prol de uma comunidade. Uma presença constante é a da Cruz Vermelha de Portalegre que acompanha os peregrinos na sua viagem de ida e regresso e também no Santuário e arredores deste para que nada lhes falte e para que saibam que ali têm um grupo de voluntários prontos a arregaçarem mangas e os tratarem, caso seja necessário.